# Bijela Hrvatska
Bijela Hrvatska (lat. Chrobatia) – poznata još kao Velika Hrvatska i Stara Hrvatska – drevna je domovina Hrvata. Naziv je za povijesno područje nastanjeno Bijelim Hrvatima. U povijesnoj znanosti nema jedinstvena mišljenja o tome na koji se prostor taj naziv odnosio. Pri određivanju pojma Bijela Hrvatska valja imati u vidu promjenjivost smještaja Bijelih Hrvata, koji su se – pod još nestišanim posljednjim selidbenim valovima – do polovice X. stoljeća pomicali prema zapadu. Prema bizantskom caru Konstantinu Porfirogenetu (O upravljanju carstvom), Velika Hrvatska (koju zovu i Bijelom) nalazila se u Zakarpaću uz gornju Vislu. Ime Bijele Hrvatske spominje se u Ljetopisu popa Dukljanina i djelima drugih pisaca, koji naziv katkada rabi i za Primorsku Hrvatsku. Ime se tumači hrvatskim označivanjem strana svijeta: Bijela Hrvatska na sjeveru ili zapadu (nasuprot Crvenoj Hrvatskoj na istoku ili jugu). Njezin vjerojatni smještaj u Zakarpaću potvrđuje i ime za narod (Bijeli Hrvati), koji se do XI. stoljeća spominje uz gornju Vislu sa sjedištem u Krakovu, kao i tragovi hrvatskih imena i dijaspore na širem području (preko Češke, Slovačke i Austrije do Crvene Hrvatske).

## O upravljanju carstvom
Raspravljanja u historiografiji o najstarijem hrvatskom identitetu ne prestaju. De administrando imperio (DAI) prvo je pisano vrelo koje spominje Bijelu Hrvatsku i Bijele Hrvate. Nastajanje tog spisa datira se u doba oko sredine X. stoljeća, ali se postanje nekih njegovih dijelova smješta i u drugu polovinu IX. stoljeća. U glavi
XIII. DAI o Hrvatima se navodi:
»Turcima jesu ovi narodi susjedi: prema zapadu Frangija, prema sjeveru Pečenezi, a prema jugu Velika Moravska ili država Svetoplukova, koja je posvema uništena od tih Turaka i od njih zauzeta. Hrvati su pako prema gorama susjedni Turcima.«
Dio teksta o doseljenju Hrvata u glavi XXX. DAI glasi:
»...Poklaše tada sve u gradu (Avari u Solinu) i od tog doba obladaše čitavom zemljom Dalmacijom, i učadoriše se u njoj. Samo primorski gradići ne predadoše im se, nego ostaše u vlasti Rimljana, jerbo imahu izvore živeža iz mora. Videći dakle Avari da je ta zemlja prelijepa, učadoriše se u njoj. Hrvati pako stanovahu u ono vrijeme tamo od Bagibareje gdje su sada Bjelohrvati. Jedan njihov rod, naime petero braće Klukas, Lonelos, Kosences, Muhlo i Hrobatos, i dvije sestre Tuga i Buga, odijelivši se od njih skupa sa narodom svojim, dodjoše u Dalmaciju i nadjoše ondje Avare, koji držaše tu zemlju. I neko vrijeme ratujući jedni s drugima, nadjačaju Hrvati i jedne od Avara pokolju, a ostale prisile, da im se pokore. Od toga doba obladaše tom zemljom Hrvati. A ima još jednako u Hrvatskoj potomaka Avara i pozna im se da su Avari. Ostali pako Hrvati ostadoše kod Frangije, i zovu se danas Bjelohrvati, imajući svoga vlastitoga Arhonta, a podložni su Otonu Velikomu, kralju Frangije i Saske. Oni su nekršteni, a ulaze sa Turcima (Magjarima) u tazbine i prijateljstva. Od onih se pako Hrvata, koji dodjoše u Dalmaciju, odijeli jedna čest i obladaše Ilirikom i Panonijom. I ovi imahu samosvojnog arhonta, koji tek šiljahu prijateljske darove arhontu Hrvatske.«
Bitan je smisao teksta glave XXX. DAI kako Hrvati neposredno po avarskom zauzeću i naseljenju Dalmacije dolaze iz Bijele Hrvatske sa svojim narodom u Dalmaciju i "nađoše ondje Avare". Hrvati, prema toj glavi, zauzimlju zemlju od Avara sami bez dopuštenja Bizanta, ali se ne precizira vrijeme ove doseobe. U ovoj se glavi DAI spominju Bijeli Hrvati, koji se tako nazivaju u doba kada je pisana ta glava.
Dolazak Hrvata sa sjevera na Balkan spominje se u glavi XXXI. DAI i datira se u doba cara Heraklija, dakle u VII. stoljeću, a glasi:
»Hrvati, koji sada nastavaju strane Dalmacije, potječu od nekrštenih Hrvata, koje i Bijelima nazivlju. Oni su onkraj Turske, stanuju blizu Frangije, a susjedi su Slovenima, nekrštenim Srbima… Po naredjenju dakle cara Heraklija ovi Hrvati, pograbivši oružje i protjeravši odanle Avare, nastane se po odredbi cara Heraklija u toj zemlji Avara, u kojoj sada stanuju... Velika Hrvatska, koju i Bijelom zovu, nije krštena ni do danas, kao ni susjedni joj Srbi. Isto tako podiže manje konjaništva i pješadije, nego li krštena Hrvatska, jerbo ih neprekidno pljačkaju Frangi, Turci (Magjari) i Pečenezi. Isto nemaju ni sagena, ni kondura, niti trgovačkih ladja, zašto je daleko more. Od njih do mora ima puta 30 dana, a more, koje je 30 dana puta daleko, jest tako nazvano Crno more.«
Hrvati u Dalmaciji, prema glavi XXXI. DAI, potomci su nekrštenih Hrvata, zvanih i Bijeli Hrvati, koji su došli u Dalmaciju u doba Heraklija i potražili bizantsku zaštitu. Oni su iz Dalmacije protjerali Avare i s Heraklijevim dopuštenjem naselili se u toj zemlji. Hrvati su u glavi XXXI. DAI "nekršteni i Bijeli Hrvati", a njihova je država "megale" Hrvatska. Doseljenje Hrvata, kako se navodi u ovoj glavi DAI, u doba cara Heraklija nije se moglo dogoditi s europskoga sjevera u VII. stoljeću jer su im prepreka bili Avari.
Glava XXXII. DAI nosi naslov O Srbima i zemlji, koju sada nastavaju, a dio o Hrvatima glasi:
»Valja znati da Srblji potječu od nekrštenih Srbalja, koje i Bijelima nazivlju, što su doma tamo od Turske u kraj što zovu Bojičima, gdje graniči i Frangija, kao i Velika Hrvatska, ona nekrštena i Bijelom prozvana. Tamo i ovi Srblji od početka stanovahu.«
U glavi XL DAI (poglavlje O Kabarima i Turcima) navodi se Moravija, koju uništiše "Turci" i nastavlja:
»Susjedni su pako Turkom na istočnu stranu Bugari, gdje ih dijeli rijeka Istar, koga i Danubijem zovu. Prema sjeveru su Pečenezi, a više prema zapadu Franci, a prema jugu Hrvati.«

## Drugi pisani izvori
Analizirajući problem prisutnosti Hrvata, moraju se uzeti u obzir i drugi izvori. Osim najpoznatijega djela Konstantina Porfirogeneta, spominju se i u kronici kralja Alfreda Velikoga. On također spominje neke Hrvate, koji bi imali biti negdje između Visle i Češke. Najvažniji je dokument, tzv. Praški dokument iz 1086, u kojem se izričito spominju Hrvati ("chrowati et altera chrowati") u sjevernoj Češkoj.
U knjizi Zakarpats'ka Ukrajina: povijest – tradicija – identitet J. Paščenko piše:
»Ali na našem planetu nema zemlje koja ne bi imala svoj naziv. Iznimka nije ni ukrajinsko etnopovijesno Zakarpattje. Tako su od 8. do 9. st. Predkarpattje (vrhovi Dnjestra i Sjana) i Zakarpattje (Verhnje Potyssje) nazivali Bijela Hrvatska, a Konstantin Bagrjanorodnyj (908–959) naznačio je da su »Bijeli Hrvati vladari velike države«. Očito su Bijeli Hrvati bili pod političkim utjecajem Kijeva, jer su 907. sudjelovali u pohodu kneza Olega na Carigrad, ali su se nakon smrti Svjatoslava (972) odvojili od Rus’i.«
U kronici Povijest minulih godina, za koju se smatra da je dovršena u Kijevu najvjerojatnije 1113., spominju se i Bijeli Hrvati, ali samo na balkanskom prostoru. Taj navod o Bijelim Hrvatima glasi:
»Poslije mnogo vremena sjeli su Slaveni zu Dunav, gdje su danas Ugarska zemlja i Bugarska. Od ovih Slavena raziđoše se Slaveni po zemlji i nazvaše se imenima svojima po mjestima gdje sjedoše. Oni, koji došavši sjedoše zu rijeku po imenu Morava, i nazvaše se Morava, a drugi se Česi nazvaše. A ovo su još ti isti Slaveni: Bijeli Hrvati, i Srbi, i Horutani.«

## Smještaj
U historiografiji prevladava smještaj Bijele Hrvatske iz DAI na sjeveru Europe i to posebno pozivom na stilizaciju "onkraj Bagibareie" u smislu da to označuje Bavarsku. To je pokušao obrazložiti 1880. Franjo Rački, ali njegovo mišljenje nije jednodušno
prihvaćeno. Armin Pavić je 1906. godine prvi put
iznio stajalište da su Hrvati prebivali "iza Bablje gore na Kupi,... dakle u starom Noriku". Prošlo je više od jednoga stoljeća poslije, a da ova problematika ni do danas nije uvjerljivo objašnjena.
Posebno shvaćanje Bijele Hrvatske, odnosno Bijelih Hrvata u DAI, iznio je Tomo Maretić 1889. Iz onoga, kako Porfirogenet određuje položaj Bijele Hrvatske, vidi se i opet njegova površnost, jer po njegovim naznakama ležala je Bijela Hrvatska negdje u današnjoj sjeveroistočnoj Češkoj pokraj gornje Labe, ali i u istočnoj Galiciji. On naime piše, da Bijela Hrvatska leži madžarskoj zemlji na sjeveru, franačkoj na istoku, bavarskoj na sjeveroistoku, ali piše i to, da na Bijelu Hrvatsku često udaraju Pečenezi, koji su u njegovo doba živjeli u današnjoj zapadnoj Rusiji na obje strane rijeke Dnjepra. Svatko će lako dokučiti, da Pečenezi ne bi mogli često napadati na Bijelu Hrvatsku, kad bi od nje bili tako rastavljeni kako je rastavljena sjeveroistočna Češka od Podnjeparja. U ostalom lako je naći izvor navedenoj Konstantinovoj pogreški.
Treba naime znati da je u sjeverozapadnoj Češkoj u Konstantinovo doba živjelo češko pleme koje se zvalo Hrvati, ali premda su se tako zvali, nisu južnoslavenskim Hrvatima stajali ni malo bliže nego ostala češka plemena. Još se nalazilo pleme Hrvati u istočnoj Galiciji ispod Karpata, ali ti su Hrvati bili rusko pleme i poslije im se ime izgubilo kao i drugim ruskim plemenima. Čuvši Porfirogenet da Hrvata osim na slavenskom jugu ima također u Češkoj i Galiciji, pomislio je da su češki i galički Hrvati jedan narod i da su se od njih odcijepili južni Hrvati. Izraze Bijeli Hrvati i Bijela Hrvatska također je Konstantin krivo upotrebio, jer je to ime po svjedočanstvu staroruskoga ljetopisca Nestora negda pripadalo južnoslavenskim Hrvatima, a ne češkima ni galičkima.
Ljudmil Hauptmann je 1937. posebno upozorio na kontradiktornosti u poglavljima DAI koja spominju Bijelu Hrvatsku, i to precizirao:
1. Bijela Hrvatska – s one strane Bagibareje, blizu Franaka te je podložna Otonu Velikome;
2. Bijela Hrvatska – s one strane Mađara, blizu Franaka i Srba;
3. Bijela Hrvatska – blizu Srba, Mađara, Franaka i Pečenega,
4. Bijela Srbija – s one strane Mađarske, u zemlji zvanoj Bojki, blizu Franaka i Bijele Hrvatske, a
5. Mađarska graniči – prema jugozapadu s Francima, prema sjeveroistoku s Pečenezima, prema jugu s Velikomoravskom ili Svetopukovom zemljom a "prema gorama" s Hrvatima.

Kako se vidi, Konstantinov je tekst posve smušen jer ako se prihvati, Bijela bi Hrvatska
ležala jedanput u Češkoj, drugi put iza Karpata, a treći put potpuno je nepoznato na koji se od ovih predjela njegove riječi odnose. Miho Barada također je dokumentirao kakve su potpuno kontradiktorne zaključke na temelju vrela DAI izvlačili istraživači o Bijeloj Hrvatskoj na sjeveru Europe i o doseobi Hrvata, pa je logično zaključio da u pitanju seobe Hrvata tražiti rješenje u samim vijestima Porfirogeneta uzaludna je svaka muka i nastojanje.

## Značenje imena
O smislu stilizacija o bijeloj Hrvatskoj i velikoj Hrvatskoj u glavama XXX. i XXXI. DAI u historigrafiji prevladava jedno tumačenje.
Porfirogenet) kaže sasvim jasno: "Velika Hrvatska koja je nazvana i Bijela..." Kako "Velika Hrvatska" može da bude istovremeno i "Bijela"? Preko grčkih nevolja s betom koja je u jednom dijelu Grčke čitana kao B a u drugom kao V. Pa je u starogrčkom preovlađivao prvi a u novije vrijeme drugi izgovor. Tako je "beta" postala "vita". Dakle, isto slovo, u jednoj riječi, mijenja glasovnu vrijednost.
Kada se na grčki prenese slavenski pridjev "Vela (velja, velika)" uz Hrvatska,... to daje
oblik koji se nalazi u Porfirogeneta: "Belohrobatoi", i eto kako Vela (grč. megale) Hrvatska postane i Bijela i Velika! Do ovakvih zaključaka došli su i Rački (1880.) i Skok (1927.) a u novije vrijeme i njemački slavist Kunstmann (1984.). Ovo stajalište dijele i Božidar Ferjančić i Radoslav Rotković.

### Stara Hrvatska
Izneseno shvaćanje spomenutih autora u istom smislu, u konkretnom primjeru, po nekima nije
točno. Oznaka "megale" u DAI nema značenje prostorne veličine. To nije velika Hrvatska nego stara, prva Hrvatska iz koje su Hrvati iselili i te je pojmove do sada najpotpunije protumačio Martin Kuzmić. On je naveo 24 primjera, i od toga 22 primjera iz vrela
raznih pisaca koji potvrđuju da megale znači stara, starija, prva. Ti primjeri, koje on navodi, dokazuju da grč. μέγας μεγάλη znači stari, stara, starija, stariji, a ne veliki, velika. Oznaka μέγας, μικρός u značenju "stariji, mlađi" mogla je nastati samo kod Latino-Bizantinaca. Može se reći, da su od Bizantinaca potekli naslovi Karlo Veliki (742.−814.) i slični, u značenju "stariji", "prvi" itd. (= oznaka vremena), a danas se to više ne zna, pa
se kod naslova "veliki" doista misli na "veličinu". Imre
Boba također navodi da pridjev "megale" u kontekstu Porfirogenetova pisanja ne znači velik, nego stari, stariji ili nekadašnji, raniji, a isto zaključuje i Martin Eggers. Prema tome nije točan prijevod sporne rečenice u DAI: Velika Hrvatska koju i Bijelom zovu. Točan prijevod ove rečenice glasi: Stara Hrvatska koju i Bijelom zovu.

## Predmet rasprave
Sam pojam Bijela Hrvatska spominje se polovicom X. stoljeća u djelu O upravljanju Carstvom (De administrando imperio) Konstantina VII. Porfirogeneta. On Bijelu Hrvatsku naziva Velikom Hrvatskom (ἡ μεγάλη Χρωβατία), za koju veli da je nekrštena, i po tome je razlikuje od krštene Hrvatske, pod kojom razumije srednjovjekovnu hrvatsku državu na području rimske provincije Dalmacije. Uspoređujući njihovu vojnu snagu, ističe kako Bijela Hrvatska podiže manji broj konjanika i pješaštva od krštene Hrvatske. Prema Porfirogenetu Bijela Hrvatska nalazi se s one strane Bavarske (Bagibareja) i Mađarske (Turska), odnosno blizu je Franaka, Srba, Pečenega i Mađara, s kojima graniči »prema gorama« (Karpati). Njegova Bijela Hrvatska udaljena je od Baltičkoga mora trideset dana hoda.
Postojanje Velike ili Bijele Hrvatske u X. stoljeću drže vjerodostojnim F. Rački, M. Kos, L. Niederle, a da nije postojala smatraju V. Jagić, J. Bury i K. Jireček. L. Hauptmann drži da je postojala u X. stoljeću, ali da pisac nije mislio na nju nego na Češku. Povjesničari su je također različito zemljopisno određivali. U istočnu Galiciju smještali su je I. Lučić, A. Bandur, M. P. Katančić, J. Dobrovský, P. J. Šafařík, N. Nodilo i dr.; na Labu u Češku C. D. Du Cange, J. Mikoczi; u malu Poljsku oko Krakova F. Rački i L. Hauptmann, a V. Klaić i M. Kos drže da je Velika Hrvatska Samova država. N. Klaić smatra da se danas može zaključiti kako je, u osnovi, jezgra Porfirogenetova spisa točna i da je Bijela Hrvatska postojala kao posebna politička jedinica u X. stoljeću, da nije proizvod careve fantazije, ali da joj je pridodao podatke iz pučke predaje. Inače i u nekim se drugim povijesnim vrelima spominje Bijela Hrvatska. U Ljetopisu popa Dukljanina, nastalom u XII. stoljeća, nalazi se podatak da je Svetopelegova država imala dva dijela, primorski se dio dijelio na Bijelu Hrvatsku (Croatia Alba) ili Donju Dalmaciju i na Crvenu Hrvatsku (Croatia Rubea) ili Gornju Dalmaciju. Pop Dukljanin spominje vladare ili banove Bijele Hrvatske. Dukljaninovi su podatci prilično nepouzdani i kritička ih historiografija jedva uzima u obzir.
Povijesti Bijele Hrvatske i Bijelih Hrvata do danas je predmet proučavanja među europskim stručnjacima, posebno među slovačkim, mađarskim, poljskim i ukrajinskim povjesničarima. Ne postoje posve zajednička i usuglašena stajališta o značaju Bijele Hrvatske za srednjovjekovnu povijest. U novije vrijeme, Lujo Margetić je smjestio dolazak Hrvata krajem VIII. stoljeća. Nada Klaić je prihvatila radikalan Margetićev prijedlog, a pradomovinu Hrvata smjestila u Karantaniju. Slovenski povjesničari su odbacili takve prijedloge. Kasniji rad na gore spomenutim tezama doveo je Klaićku do preusmjerenja doseljenja Hrvata sa sjevera na jug na pravac jug-sjever. Poslije rada Radoslava Katičića, odbačena su takva shvaćanja. Ivan Mužić je pak na osnovu Klaićkinog shvaćanja, točnog prijevoda izraza (Bijela = Stara, ne Velika) i djela Historia Salonitana i Hrvatska kronika (u kojima se naziv Bijela Hrvatska koristi za Primorsku Kneževinu), Bijelu Hrvatsku poistovjetio s banskom Hrvatskom, koju su činile župe Lika, Gacka i Krbava.
Bijelu Hrvatsku ne treba promatrati kao nekakvu konkretnu državu već prostor, koji su nastanjivala manje ili više povezana slavenska plemena. Današnja arheologija, ne samo poljska nego općenito europska, zazire od povezivanja konkretnih materijalnih ostataka s konkretnim ljudima. Smatra se da materijalna kultura ne odražava etničke osobitosti. Iako češki i poljski povjesničari uglavnom niječu postojanje Bijele Hrvatske ipak postoje određene indicije o povezanosti tih prostora s današnjom Hrvatskom. Hrvatsko ime se spominje na jednom širokom prostoru, u Češkoj, u okolici Praga, u južnoj Poljskoj. To je tzv. Bijela Hrvatska. Također, Hrvat se spominje u Karantaniji, na području današnje Austrije i Slovenije te u današnjoj Ukrajini. Tamo su isto takve skupine postojale, ali se s vremenom nisu pretvorile u etničke zajednice.
Poljski i češki znanstvenici uglavnom ignoriraju postojanje Bijelih Hrvata, koji se smatraju precima današnjih Hrvata. Prema stručnjaku Nevenu Budaku razlog tomu je što u njihovim nacionalnim povijestima ne bi bilo popularno tumačenje da je u stvaranju srednjovjekovne državnosti Čeha i Poljaka sudjelovao netko drugi, pa možda i ti pradavni Hrvati, koji su živjeli na tom području. To pokazuje i veliki broj toponima koji asociraju na hrvatsko ime ili imena slična mnogim hrvatskim toponimima poput Osiek, Jamnica i slično.
U Ukrajini, koja pretendira na poziciju "majke svih slavenskih naroda", termin Bijeli Hrvati rado se prihvaća, pa je i jedan od braće osnivača Kijevske Rusi, najstarije slavenske državne tvorevine, nosio ime koje se, kroz lingvističke promjene, može dešifrirati kao Hrvat. Riječ je o imenu Horiv. Zanimljiv je i podatak koji iznosi stručnjak Eugen Paščenko, da su Poljički statut i zakonik Kijevska pravda, najvažniji srednjovjekovni dokumenti Hrvata i Ukrajinaca, frapantno slični. Prema antropološkim i povijesnim istraživanjima, najveći dio srednjovjekovnih Hrvata u hrvatske je današnje krajeve došao iz Poljske, točnije s Baltika, a još prije toga su obitavali na pustopoljinama današnje zapadne Ukrajine i Karpata, gdje postoje, rijeke Neretva, Trebišnjica i slično.

## Galerija
- Situacija na prijelazu iz VIII. u IX. stoljeće: Bijeli Hrvati i Crveni Hrvati na sjeveru, Hrvati u novoj domovini.
- Dvije Hrvatske 912.: Jadranska i zakarpatska Bijela Hrvatska sa sjedištem u Krakovu.
- Optimalan prostor srednjovjekovne Bijele Hrvatske u IX. stoljeću i tragovi Bijelih Hrvata prije VIII. st.
- Karta Velike Hrvatske prema bjeloruskom kartografu Leonardu Chodźku
- Avarski Kaganat je imao ključnu ulogu u povijesti ovih prostora i podrijetla Hrvata u VII. i VIII. stoljeću
- Bijela Hrvatska i Bijela Srbija 560. godine, Francis Dvornik
- Stara Hrvatska između Krakówa i Sandomira, Johann Gustav Droysen

## Povezano
- Bijeli Hrvati
- Stiljsko
- Rana povijest Hrvata
- Podrijetlo Hrvata
- Dolazak Hrvata
- Pokrštenje Hrvata

## Vanjske poveznice
- Hrvatski kraljevi – 7. ep. Podrijetlo, pradomovina, doseljenje i pokrštenje Hrvata (video, 36 min.)
- Orest Korčinski Kultna središta ljetopisnih Hrvata IX.-XIV. st. u okolici gradine Stiljsko u Ukrajini
- (engl.) Новини УНIАН Ukrainian highlanders Hutsuls, Boikos, and Lemkos Ukraine News by UNIAN
- (engl.) Atlas brit. povjesničara R. Lanea Poola Chrobats oko Krakova i na jugu Poljske
- (polj.) Polish Genealogical Society Chrobatowie oko Krakova i na jugu Poljske
- (ukr.) Izbornyk.org.ua Xоpвaти (Horvati) na ukrajinskoj karti, VIII. - IX. stoljeće
- Nedjeljna Dalmacija Hrvati su iz Češke došli na Jadran? 9. veljače 2001.